# Estados Unidos nos Jogos Olímpicos de Verão de 1996
Os Estados Unidos sediaram os Jogos Olímpicos de Verão de 1996 em Atlanta, Geórgia. Ficaram em primeiro lugar no ranking geral, com 44 medalhas de ouro.

## Desempenho

### Atletismo
Masculino
| Prova           | Atleta | Preliminares | Preliminares | Quartas     | Quartas     | Semifinal   | Semifinal   | Final       | Final           |
| Prova           | Atleta | Marca        | Posição      | Marca       | Posição     | Marca       | Posição     | Marca       | Posição         |
| --------------- | ------ | ------------ | ------------ | ----------- | ----------- | ----------- | ----------- | ----------- | --------------- |
| Jon Drummond    | 100 m  | 10s08        | 2º/bat. 2    | 10s17       | 3º/bat. 2   | 10s16       | 6º/bat. 2   | Não avançou | Não avançou     |
| Michael Marsh   | 100 m  | 10s14        | 1º/bat. 8    | 10s09       | 1º/bat. 5   | 10s08       | 3º/bat. 1   | 10s00       | 5º              |
| Dennis Mitchell | 100 m  | 10s24        | 1º/bat. 6    | 10s09       | 1º/bat. 4   | 10s00       | 2º/bat. 2   | 9s99        | 4º              |
| Michael Johnson | 200 m  | 20s55        | 1º/bat. 4    | 20s37       | 1º/bat. 2   | 20s27       | 1º/bat. 3   | 19s32       | Medalha de ouro |
| Jeff Williams   | 200 m  | 20s37        | 1º/bat. 9    | 20s47       | 2º/bat. 1   | 20s39       | 3º/bat. 1   | 20s17       | 5º              |
| Michael Marsh   | 200 m  | 20s27        | 1º/bat. 1    | 20s39       | 1º/bat. 4   | 20s26       | 3º/bat. 2   | 20s48       | 8º              |
| Alvin Harrison  | 400 m  | 44s69        | 1º/bat. 3    | 44s79       | 1º/bat. 4   | 45s04       | 4º/bat. 1   | 44s62       | 4º              |
| Michael Johnson | 400 m  | 45s80        | 2º/bat. 5    | 44s62       | 1º/bat. 3   | 44s59       | 1º/bat. 2   | 43s49       | Medalha de ouro |
| Butch Reynolds  | 400 m  | 45s42        | 1º/bat. 6    | 45s21       | 3º/bat. 2   | DNF         | DNF         | Não avançou | Não avançou     |
| Brandon Rock    | 800 m  | 1min48s47    | 4º/bat. 8    |             |             | Não avançou | Não avançou | Não avançou | Não avançou     |
| Jose Parrilla   | 800 m  | 1min49s99    | 6º/bat. 6    | Não avançou | Não avançou | Não avançou | Não avançou |             |                 |
| Johnny Gray     | 800 m  | 1min45s87    | 1º/bat. 5    | 1min44s00   | 2º/bat. 2   | 1min44s21   | 7º          |             |                 |